# Hiltpoltstein
Hiltpoltstein é um município da Alemanha, no distrito de Forchheim, na região administrativa de Alta Francónia, estado de Baviera.